# Patricia Heaton
Patricia Helen Heaton (ur. 4 marca 1958 w Bay Village) – amerykańska aktorka i producentka filmowa. Laureatka dwóch nagród Emmy w 2000 i 2001 r. za serial Wszyscy kochają Raymonda. Jest żoną aktora Davida Hunta, z którym ma czterech synów. 

## Filmografia
- 2014: Wychodne mamusiek (Moms' night out) jako Sondra
- 2006: The Path to 9/11 jako ambasadorka Bodine
- 2006: Untitled Patricia Heaton Project jako Janet Daily
- 2005: Pierścionek zaręczynowy (The Engagement Ring) jako Sara Rosa Anselmi
- 2004: Dziewczyna na pożegnanie (The Goodbye Girl) jako Paula McFadden
- 2001: Miasto bez Świąt (A Town Without Christmas) jako M.J. Jensen
- 1997: Odszukane szczęście (Miracle in the Woods) jako Wanda Briggs
- 1994: The New Age jako Anna
- 1992: Wspomnienia niewidzialnego człowieka (Memoirs of an Invisible Man) jako Ellen
- 1992: Beethoven jako Brie
- 1990: Shattered Dreams jako starsza Dotti

## Seriale telewizyjne
- 2009: Pępek świata (The Middle) jako Frankie Heck
- 2007: Teraz ty! (Back to You) jako Kelly Carr
- 2006: Untitled History Project
- 1996-2005: Wszyscy kochają Raymonda (Everybody Loves Raymond) jako Debra Barone
- 1995: Women of the House jako Natalie Hollingsworth
- 1994-2000: Ich pięcioro (Party of Five) jako Robin Merrin
- 1994: Someone Like Me jako Jean Stepjak
- 1992: Room for Two jako Jill Kurland
- 1990: DEA jako Paula Werner
- 1989-1990: Alien Nation jako Amanda Russle
- 1987-1991: Thirtysomething jako dr Silverman
- 1986-1995: Matlock jako Ellie Stanford

## Nagrody
- Nagroda Emmy
  - Najlepsza aktorka w serialu komediowym: 2000  Wszyscy kochają Raymonda
  - 2001 Wszyscy kochają Raymonda
- Nagroda Gildii Aktorów Ekranowych Najlepsza obsada serialu komediowego: 2003 Wszyscy kochają Raymonda